# Турчинский, Макар Фёдорович
Макар Фёдорович Турчинский (5 января 1897, Терновка Винницкая область — 1982) — командир партизанских отрядов имени К. Е. Ворошилова и М. В. Фрунзе. Один из организаторов и руководителей партизанского движения на территории Речицкого района в годы Великой Отечественной войны. «Первый партизан» Речицы.

## Биография
Макар (Макарий) Фёдорович Турчинский-Медведчук родился в 1897 году в селе Терновка Джулинского района Винницкой области УССР.
В 1915 году был призван в царскую армию и отправлен на австрийский фронт.
Участвовал в гражданской войне в составе 3-го Бессарабского красногвардейского полка 1-й Конной армии. 
С 1922 года работал на Добрушской бумажной фабрике «Герой труда» и вскоре уже был на партийной и хозяйственной работе. Здесь в 1924 году по ленинскому призыву вступил в ряды Коммунистической партии. В 1926 году окончил Клинцовскую уездную партийную школу и с 1928 года — на партийной и хозяйственной работе.
С 1939 года в Красной Армии.
В начале Отечественной войны Турчинский М.Ф. создал первую боевую группу в Речицком районе, которая вскоре стала партизанским отрядом имени К. Е. Ворошилова. С ноября 1942-го в течение нескольких месяцев был комиссаром этого отряда, а с лета 1943 года — уже командир партизанского отряда имени М. В. Фрунзе Гомельского партизанского соединения.
Во время войны Макар Фёдорович был также членом и вторым секретарём Речицкого подпольного райкома КПБ(б), с 1944 года — вторым секретарём Антопольского райкома КПБ(б) Брестской области. Избирался депутатом Речицкого райсовета. После войны трудился на хозяйственной работе в Речице и Речицком районе.
Макар Фёдорович Турчинский умер в 1982 году. Похоронен в г. Речица.

## Награды и звания
- Орден Красной Звезды.
- 2 Ордена Красного Знамени (Указ Президиума ВС СССР от 06.08.1941 № 605/55).
- Медали «Партизану Отечественной войны» I и II степени.
- Медаль «За победу над Германией в Великой Отечественной войне 1941–1945 гг.».
- Другие медали.
- Имя его занесено в городскую Книгу народной славы.

## Память
- В честь активного организатора партизанского движения в годы Великой Отечественной войны в Речицком районе на угловом доме улиц Советская и Турчинского в Речице установлена мемориальная доска[1].
- Именем Героя названа улица в городе Речица Гомельской области Беларуси[2].
- Пионерская дружина ГУО "Заспенская средняя школа" Речицкого района носит имя М. Ф. Турчинского[3].
- В Речицком краеведческом музее хранятся материалы, посвящённые М. Ф. Турчинскому[1].